# Tee Higgins
Pour les articles homonymes, voir Higgins.
(en) Statistiques sur pro-football-reference
Tamaurice William "Tee" Higgins, né le 18 janvier 1999 à Oak Ridge (Tennessee), est un joueur américain de football américain. Il joue wide receiver en National Football League (NFL).